# Virgilio Montarini
Virgilio Montarini foi um treinador de futebol ítalo-brasileiro, sendo o oitavo treinador da história do Sport Club Corinthians Paulista.

## História
Montarini foi o oitavo técnico da história do SC Corinthians. Substituiu Angelo Rocco no final de 1928, e comandou o time durante três temporadas vitoriosas. Foi campeão paulista em 1929 e 1930 e também conquistou a Taça da APEA, em uma disputa entre o campeão carioca e o campeão paulista do ano de 1930. Na ocasião o Corinthians sagrou-se campeão, sobre o Vasco da Gama.
O primeiro título estadual sob o comando do técnico foi conquistado de forma invicta e com 100% de aproveitamento. Em sete jogos, foram sete vitórias, 33 gols marcados e oito sofridos. Em 1930, Montarini repetiu a dose e levou o time alvinegro novamente ao título estadual, sendo o terceiro consecutivo do clube (1928, 1929 e 1930).
Em 1931, o técnico perdeu os jogadores: Filó, Del Debbio, Rato, De Maria e Amílcar para a Lazio da Itália. O clube romano levou os principais jogadores do clube paulista, que formavam a base do time tricampeão estadual, e além disso perdeu também o goleiro Tuffy (por problemas de saúde). Sem os seus principais jogadores, o treinador Virgílio Montarini não conseguiu repetir as temporadas anteriores e o Alvinegro terminou o Paulistão em sexto. Apesar do histórico vitorioso, Virgílio Montarini se despediu precocemente do clube, no final de 1931, com uma vitória por 6-2 sobre o Juventus da Mooca. Quando deixou o clube ainda faltavam duas rodadas para o encerramento do estadual daquele ano, porém José de Carlo já havia assumido a equipe no lugar de Montarini.
Em 84 jogos no comando do Corinthians, Virgílio Montarini: teve 51 vitórias, 17 empates e 16 derrotas; 284 gols pró e 142 gols contra. Aproveitamento de 71% dos pontos disputados. Além dos três títulos do campeonato estadual (conquistados de maneira consecutiva) o técnico estava presente na primeira vitória do time paulista contra uma equipe internacional, em 1929, no jogo contra o Barracas da Argentina, em partida realizada na Fazendinha.

## Títulos
Corinthians
- Campeonato Paulista de Futebol: 1928, 1929 e 1930.
- Taça APEA de 1930.[2]

## Partidas históricas
Montarini era o treinador do Corinthians em partidas históricas, tais como:
- Corinthians 3 a 1  Barracas - 01 de maio de 1929 - 1º vitória Internacional da história do Corinthians.
- Corinthians 4 a 4  Chelsea  - 04 de julho de 1929
- Corinthians 6 a 1  Bologna - 30 de julho de 1929 - 1º jogo  filmado da história do Corinthians.
- Corinthians 3 a 2   Vasco - 23 de janeiro de 1930 - jogo em que o Campeão Paulista venceu o Campeão Carioca numa virada histórica, após estar perdendo por 2-0, que lhe rendeu uma taça e o status de "Campeão dos Campeões".[3]